# 아르망 푀조
아르망 푀조(프랑스어: Armand Peugeot, 1849년 3월 26일~1915년 1월 2일)는 프랑스의 자동차 제조업체 푸조의 창업자이다. 세계 자동차 산업을 개척한 대표적인 기업인 중 하나로 1999년 자동차 명예의 전당에 입성되었다.

## 같이 보기
- 푸조
- 스텔란티스
- 로베르 푀조